# Mistrzostwa Świata w Żeglarstwie Lodowym 2011
38. Mistrzostwa Świata w Żeglarstwie Lodowym 2011 w klasie DN odbyły się w USA, na Jezioro Senachwine w stanie Illinois w dniach 31 stycznia - 1 lutego 2011 roku. Początkowo zawody miały zostać rozegrane na tafli jeziora Michigan w zatoce Green Bay, na Balatonie, ale intensywne opady śniegu uniemożliwiły start.
Zwyciężył po raz piąty w historii Amerykanin Ron Sherry, srebrny medal wywalczył Michał Burczyński (Juvenia Olsztyn), a brązowy Łukasz Zakrzewski (MKŻ Mikołajki). 

## Wyniki
| Miejsce | Zawodnik          | Wynik |
| ------- | ----------------- | ----- |
|         | Ron Sherry        | 8,00  |
|         | Michał Burczyński | 9,00  |
|         | Łukasz Zakrzewski | 18,00 |
| 4.      | John Dennis       | 19,00 |
| 5.      | Dariusz Kardaś    | 24,00 |
| 6.      | Robert Graczyk    | 26,00 |